# Hauptort

„Alle Wege führen nach Paris“, das TGV-Netz (blau): Eine Stadt als Hauptstadt und Hauptort eines ganzen Staates

Ein Hauptort oder zentraler Ort ist aus Sicht der Verwaltungsgliederung und der Raumplanung – mit leicht unterschiedlicher Bedeutung – die Ortschaft, die das wirtschaftliche, geistige oder administrative Zentrum eines geographischen Raumes darstellt.

## Abgrenzung Hauptort und zentraler Ort
Zentrale Orte sind Orte, in denen Verwaltungs-, Dienstleistungs-, Verkehrs-, Kultur-, Bildungs- und Wirtschaftsfunktionen für ein Umland konzentriert sind. Ein solcher Ort nimmt aufgrund dieser Konzentration eine bedeutende Stellung für sein Umland ein (Bedeutungsüberschuss). Zentrale Orte bilden unter sich wiederum oft eine Hierarchie bzw. bauen ein Schema der Funktionsteilung von Zentralität auf. Ein solches Schema ist beispielsweise das System der zentralen Orte, das auf raumwissenschaftliche Untersuchungen in den 1930er Jahren zurückgeht. Darüber hinaus sind weitere wissenschaftliche Ansätze und Modelle zur Erklärung der Entstehung und Funktion von Zentralität und Zentralen Orten entstanden.
Allgemein gilt: „Je größer und bedeutender eine Stadt ist, desto größer ist auch ihr potentieller Einzugsbereich.“ Das gilt nicht nur für Wirtschaft und Handel, sondern auch für Wanderungen in eine Stadt oder zwischen den Städten (räumliche Mobilität). Verschiedene Wissenschaften befassen sich mit den Mustern und Wahrscheinlichkeiten dieser Abläufe.
In Bezug auf das Verhältnis zwischen der räumlichen Mobilität bzw. dem Wanderungsbereich von Stadtbewohnern und der Zentralitätsstufe ihrer Stadt galt in der Regel: „Je größer der Besitz oder je höher der Bildungsgrad einer Person, desto weiter war auch der potentielle Wanderungsbereich und Heiratskreis.“ Das Besitz- und Bildungsbürgertum von beispielsweise Leipzig hatte Verbindungen nach Dresden, Wittenberg, Berlin, Erfurt und in andere Städte vergleichbarer Zentralität, aber nicht in Kleinstädte wie Wildenfels und Hartenstein bei Zwickau.
Der soziale Aufstieg in Leipzig ist meist Zuwanderern aus Städten mit etwas geringerer Zentralität wie Chemnitz, Schneeberg und Zwickau vorbehalten, die wiederum ihre Aufsteiger unter den Zuwanderern aus den kleineren Städten des Erzgebirges haben. Besitzarme Zuwanderer stammen in der Regel aus der unmittelbaren ländlichen Umgebung. Während der Industriellen Revolution verstärkte sich dieser Zustrom auch in die stadtnahen Dörfer, die dann nach 1890 in die Städte eingemeindet worden sind, wodurch es in Mitteleuropa zur Herausbildung von Großstädten gekommen ist. So ergeben sich aus der Klassen- und Schichtenzugehörigkeit einer Person und dem Zentralitätsgrad der Siedlung bestimmte Wahrscheinlichkeiten für Wanderungs- und Heiratskontakte in andere Städte, wobei die Wahrscheinlichkeit mit der räumlichen Entfernung und sozialen Distanz stets abnimmt, ebenso zur Landbevölkerung (siehe auch soziale Mobilität). Durch Fernwanderung von Unterschicht-Bevölkerung, etwa von Anatolien nach Berlin-Kreuzberg, werden diese allgemeinen Gesetzmäßigkeiten scheinbar außer Kraft gesetzt, gelten aber insgesamt gesehen weiter, so z. B. für den sozialen Aufstieg dieser neuen Unterschichten.

## Abgrenzung Hauptort und Hauptstadt
Eine Hauptstadt ist der Hauptort einer Region, eines Bezirks, Landes, Staates oder historischen Territoriums (Residenzstadt). Meist ist sie Sitz der Verwaltung und muss nicht zwingend auch Regierungssitz sein. Die Hauptstadt muss nicht der größte oder bevölkerungsreichste Ort sein, oder der Hauptort als wirtschaftlich-kulturelles Zentrum des Raumes, und muss nicht einmal verwaltungsgliederisch Teil der Region sein, und umgekehrt der räumliche Hauptort der Region nicht administrative Hauptstadt. Beispiel für eine starke Konzentration der politischen und raumgliederischen Aspekte (zentralistischer Hauptort) ist Paris in Frankreich, Beispiel eines dezentralen Konzeptes ist die Europäische Union, die, aufgrund der vielen als gleichrangig erachteten Hauptorte Europas gar keine, bzw. drei Hauptstädte im Sinne des Begriffs hat (Brüssel, Straßburg und Luxemburg).
In der Schweiz wird der Begriff Hauptstadt nur für entsprechende Städte außerhalb der Schweiz verwendet. Die kantonalen Regierungssitze werden ausschließlich als Hauptort bezeichnet; ‚Hauptstadt’ wird nicht einmal für die Schweizer Bundesstadt Bern verwendet.
Ein Hauptort muss nicht geographisch zentral liegen. Nicht jede Stadt ist auch gleichzeitig Hauptort einer Region, kann aber für die Menschen der umliegenden Regionen, und die Raumplanung und -entwicklung als solcher gelten, wenn bestimmte Teile der Infrastruktur nur in dieser Stadt vorhanden sind. In schlecht entwickelten Räumen liegen die Hauptorte typischerweise am Rande der Region, was zu Abwanderung und Stärkung des Hauptortes führt.
Bei territorialer Zusammenlegung ist zumeist der Ort mit Verwaltungssitz der neue Hauptort, ebenso in dünn- und streubesiedelten Regionen ohne allgemeinem Zentrum. Politisch-administrative und geistig-wirtschaftliche Aspekte beeinflussen sich gegenseitig, sodass der eine Aspekt im Laufe der Stadtentwicklung den anderen nach sich zieht (Urbanisierung) – Beispiele sind historische Siedlungsgründungen um Klöster und Burgen, die deren Funktion als Hauptort übernehmen, und umgekehrt Neugründungen oder Verlagerung von Hauptstädten aus wirtschaftspolitischen Gründen (wie Brasília oder Ankara). Musterbeispiel einer Hauptortentwicklung ist Hongkong, 1842 in einer dörflichen Region als Handelshafen und Kolonialverwaltung installiert, heute Zentralort des ganzen Südens Ostasiens und Drehscheibe des Welthandels.

## Länderspezifisches

### Deutschland
Der Verwaltungssitz eines (Land-)Kreises muss nicht notwendigerweise in einer Stadt beheimatet sein, der Sitz kann auch in einer Gemeinde ohne Stadtrechte liegen. In diesem Fall lautet die Bezeichnung nicht Kreisstadt, sondern Kreishauptort. Vor etlichen Jahren gab es vor allem in Bayern und Niedersachsen Kreisverwaltungen in Kreishauptorten, zum Beispiel Wegscheid und Mallersdorf sowie bis 1952 Roding in Bayern oder Westerstede und Wittlage in Niedersachsen. Der kleinste Kreishauptort war die Gemeinde Ort bis zur Eingemeindung in die Stadt Freyung am 1. April 1954 als Sitz des Landkreises Wolfstein. Mit der Auflösung von Kreisen im Rahmen von Kreisgebietsreformen (z. B. Auflösung der Landkreise Wittlage, Mallersdorf und Wegscheid im Jahr 1972) sowie der Verleihung eines Stadtrechtes, z. B. an Westerstede am 28. Mai 1977, sind diese Sonderfälle zum Großteil entfallen. Als einzige Ausnahme in Deutschland verbleibt der Markt Garmisch-Partenkirchen.
Das Wohnplatzverzeichnis Schleswig-Holstein 1987 verwendet den Begriff wie folgt: „Als Hauptort ... werden größere geschlossene Orte mit überwiegend städtischem Charakter bezeichnet, die aber nicht die Stadtrechte besitzen. Es handelt sich hierbei zumeist um solche Orte, die – ähnlich einer Kleinstadt – den Mittelpunkt ihrer Umgebung für Handel und Gewerbe bilden, sowie Sitz von Behörden oder Verkehrsknotenpunkt sein können“. Nach dieser Quelle hatte Schleswig-Holstein 22 Hauptorte (z. B. Büchen, Kropp, Leck, Satrup, Trittau). Diese Orte sind im aktuellen Landesentwicklungsplan als Unterzentren bezeichnet.

### Österreich
In Österreich spielt der Begriff verwaltungsrechtlich keine Rolle, wohl aber in der amtlichen Statistik. So definiert sich der Begriff Gemeindehauptort im amtlichen Ortsverzeichnis der Statistik Austria:

„Als Hauptort ist jene Ortschaft anzusehen, die infolge ihrer Anreicherung mit Geschäften, Gewerbe- und Dienstleistungsbetrieben, kirchlichen, kulturellen und Verwaltungseinrichtungen als Mittelpunkt der Gemeinde fungiert. Nicht immer ist dies der größte Ort oder jener, in dem sich das Gemeindeamt oder die Kirche befindet. Aus formalen Gründen ist bei jeder Gemeinde ein Hauptort ausgewiesen, obwohl es einige Gemeinden gibt, die keinen Hauptort erkennen lassen.“

Dabei ist die Ortschaft selbst ein verwaltungstechnisches Gebiet, zu dem meist ein namengebender Hauptort (ursprünglich Sitz des Postamtes der Ortschaft als Adressbereich) gehört.
Außerdem arbeitet die Raumplanung der Länder großmaßstäblicher mit diesem Begriff, meist mit den Abstufungen regionales Zentrum, teilregionales Zentrum (beschränkte Zentralortfunktion, etwa nur wirtschaftlich, aber nicht politisch), teils teilregionales Versorgungszentren (oft gemeinsam mit anderen Orten) und lokales Zentrum. Der Gemeindehauptort folgt als eine der untersten Stufen, dann gibt es noch innerkommunale Nebenzentren (Hauptorte der Ortschaften, u. ä.).

### Schweiz und Liechtenstein
In der Deutschschweiz kann auch ein Dorf der Hauptort sein, da nicht alle Kantone Städte aufweisen. So ist der Hauptort des Kantons Appenzell Innerrhoden das Dorf Appenzell mit 5751 Einwohnern (2006). Dies gilt auch für den Liechtensteiner Hauptort Vaduz mit 5771 Einwohnern (2022).
In der Schweiz gelten statistisch alle Orte mit mehr als 10'000 Einwohnern als Stadt. Viele historische Städte (Ortschaften mit mittelalterlichem Stadtrecht) haben wesentlich weniger Einwohner. Zu den historischen Städten zählen beispielsweise Stein am Rhein, Diessenhofen und Maienfeld oder, als Extreme, Fürstenau mit weniger als 1000 und Werdenberg mit weniger als 100 Einwohnern. Hingegen ist zum Beispiel Schwyz, Hauptort des Innerschweizer Kantons Schwyz, trotz der über 14'000 Einwohner immer noch stolz, ein Flecken und nicht etwa eine Stadt zu sein.

### Frankreich
In Frankreich wird chef-lieu, die französische Entsprechung zu „Hauptort“, für die Verwaltungssitze jeder Art von Gebietskörperschaften und Verwaltungseinheiten sowie Wahlkreisen (Kantone) unterhalb des Zentralstaates (Regionen, Départements, Arrondissements und Gemeinden) verwendet.
Die Einwohnerzahl spielt in manchen Fällen kaum eine Rolle: Der Kanton Craonne z. B. war bis zu seiner Auflösung 2015 nach seinem Hauptort Craonne, einem Dorf mit nur 65 Einwohnern (2005), benannt, während der größte Ort im Kanton (Corbeny) zehnmal so viele Einwohner hatte (693 im Jahr 2006); jedoch hatte Craonne im Jahr 1906 630 Einwohner.

### Italien
In Italien wird der entsprechende italienische Begriff capoluogo in derselben Weise für die Verwaltungssitze der Regionen, Provinzen und Gemeinden angewandt.

### Schweden
In Schweden hat jede der 290 Gemeinden einen Hauptort (schwedisch centralort), der oft den gleichen Namen wie die Gemeinde trägt.